# White River (fiume Dakota del Sud)
Il White River è un affluente del fiume Missouri che scorre per 930 km attraverso gli stati del Nebraska e del Dakota del Sud. Il nome proviene dal colore bianco-grigio delle sue acque, una conseguenza della erosione della sabbia, dell'argilla e delle cdeneri vulcaniche trasportate dal fiume dalla sua sorgente vicino alle Badlands. Drena un bacino di circa 26.000 km2, di cui 22.000 nel Dakota del Sud, il corso fluisce attraverso una regione di colline sparse popolate, plateau e calanchi.
Il White River nasce nel nordovest del Nebraska, nella regione di Pine Ridge scarpata a nord di Harrison, a un'altezza di 1482 m sul livello del mare. Esso scorre verso sudest quindi nordest di Fort Robinson e a nord di Crawford; attraversa da sudovest il Dakota del Sud e scorre verso nord, attraversa la Pine Ridge Indian Reservation, quindi verso nordest, ricevendo il Wounded Knee Creek e proseguendo tra unità del Parco nazionale delle Badlands.
Esso scorre da est a nordest e sudest al limite settentrionale della riserva, formando il confine settentrionale della riserva e quello meridionale del Buffalo Gap National Grassland. Esso riceve le acque del Little White River a circa 24 km a sud di Murdo, e scorre verso est per confluire nel Missouri in Lake Francis Case circa 24 km a sudovest di Chamberlain.
Il fiume talvolta non fluisce in superficie a causa del clima troppo secco nel bacino intorno al suo bacino delle badlands e praterie, benché forti temporali possano provocare brevi ma intensi flussi.
Presso Chamberlain il fiume scorre tutto l'anno. Nel 2001, il White River aveva acque generalmente di buona qualità.

## Utilizzo industriale
Nel novembre 2019, TC Energy chiese l'autorizzazione per la costruzione della 4ª fase del condotto Keystone, compreso un campo di abitazioni provvisorie per gli addetti alla costruzione.